# قوينينة عنقودية
قوينينة عنقودية (الاسم العلمي:Laguncularia racemosa) هو نوع نباتي يتبع جنس القوينينة من الفصيلة القمبريطية.